# Mallory Franklin
Mallory Franklin (Windsor, 16 de junho de 1994) é uma canoísta britânica, medalhista olímpica.

## Carreira
Franklin conquistou a medalha de prata nos Jogos Olímpicos de Verão de 2020 em Tóquio na prova de slalom C1 feminino com a marca de 108.68 na final. Ela também conquistou o título geral da Copa do Mundo na classe C1 em 2016.